# Brommat
Brommat is een gemeente in het Franse departement Aveyron (regio Occitanie) en telt 781 inwoners (1999). De plaats maakt deel uit van het arrondissement Rodez.

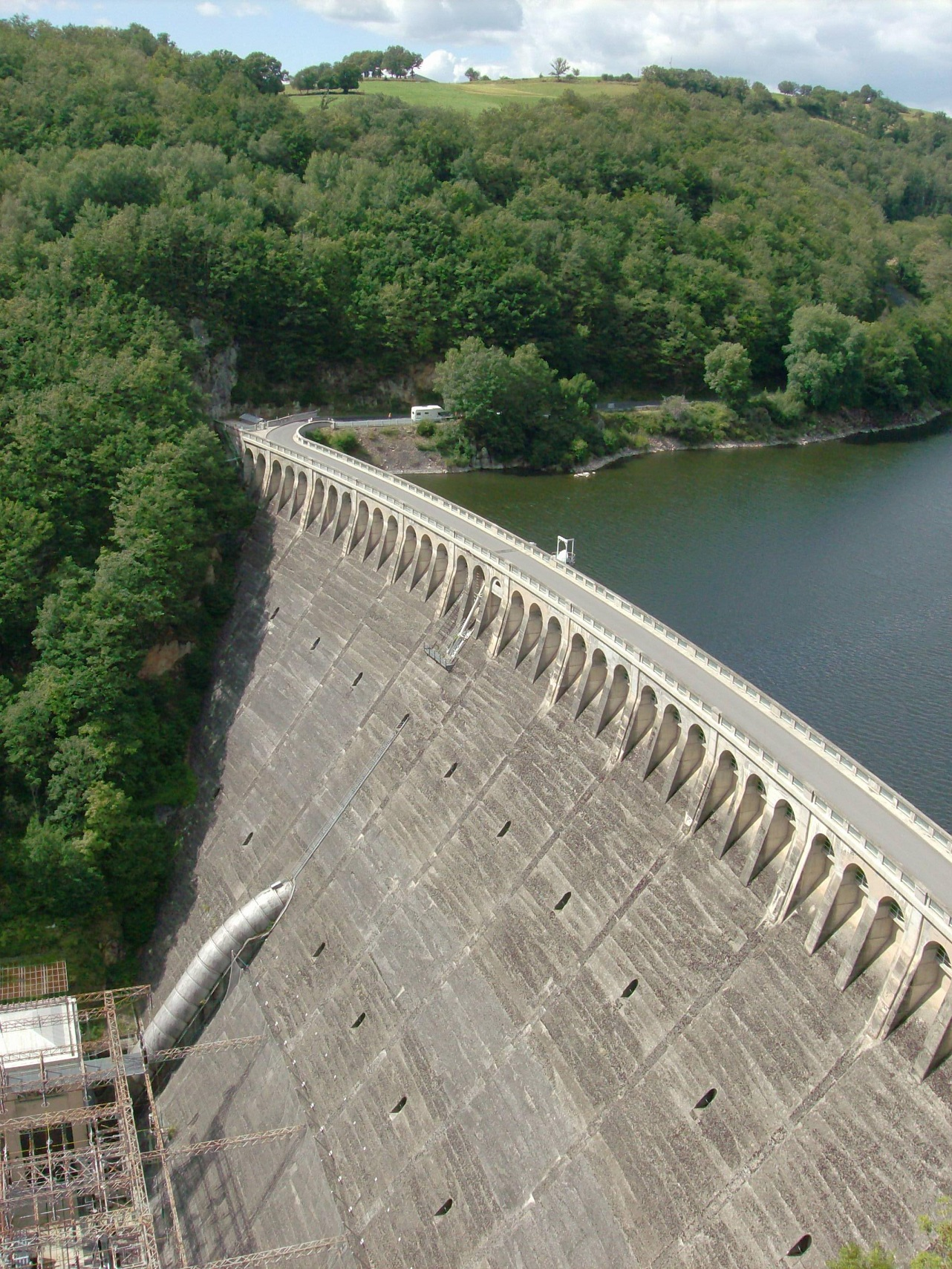
De stuwdam van Sarrans in de rivier Truyère is de grens tussen de gemeenten Brommat en Sainte-Geneviève-sur-Argence.

## Geografie
De oppervlakte van Brommat bedraagt 43,1 km², de bevolkingsdichtheid is 18,1 inwoners per km².
De onderstaande kaart toont de ligging van Brommat met de belangrijkste infrastructuur en aangrenzende gemeenten.

## Demografie
Onderstaande figuur toont het verloop van het inwonertal (bron: INSEE-tellingen).

Vanwege een beveiligingsprobleem met de MediaWiki Graph-software is het momenteel niet mogelijk deze grafiek weer te geven. Zodra de software is bijgewerkt zal de grafiek vanzelf weer zichtbaar worden.